# Fort Bragg (Kalifornija)
Fort Bragg je grad u američkoj saveznoj državi Kalifornija. Prema popisu stanovništva iz 2010. u njemu je živjelo 7.273 stanovnika.